# 1107
1107 (MCVII) var ett normalår som började en tisdag i den julianska kalendern.

## Händelser

### Januari
- 8 januari – Vid Edgars död efterträds han som kung av Skottland av sin bror Alexander I.

### Okänt datum
- William Warelwast blir Biskop av Exeter.
- Toba blir japansk kejsare.
- Kinesiska pengar trycks i tre färger för att undvika förfalskningar.

## Födda
- Magnus Nilsson, dansk prins, kung av Västergötland och svensk tronpretendent 1125–1130 (möjligen även född föregående år)

## Avlidna
- 8 januari – Edgar, kung av Skottland sedan 1097
- 9 augusti – Horikawa, japansk kejsare
- 12 augusti – Robert Fitzhamon